# Vainutas
Vainutas är en ord i Klaipėda län i västra Litauen. Enligt folkräkningen från 2011 har staden ett invånarantal på 746 personer.